# Ukamau
Ukamau (en aimara; así somos) es la primera película hablada en dicho idioma. El nombre de este filme se convertiría luego en el del grupo realizador de otras obras de contenido y crítica social. La producción quedó a cargo del Instituto Cinematográfico Boliviano.

## Argumento

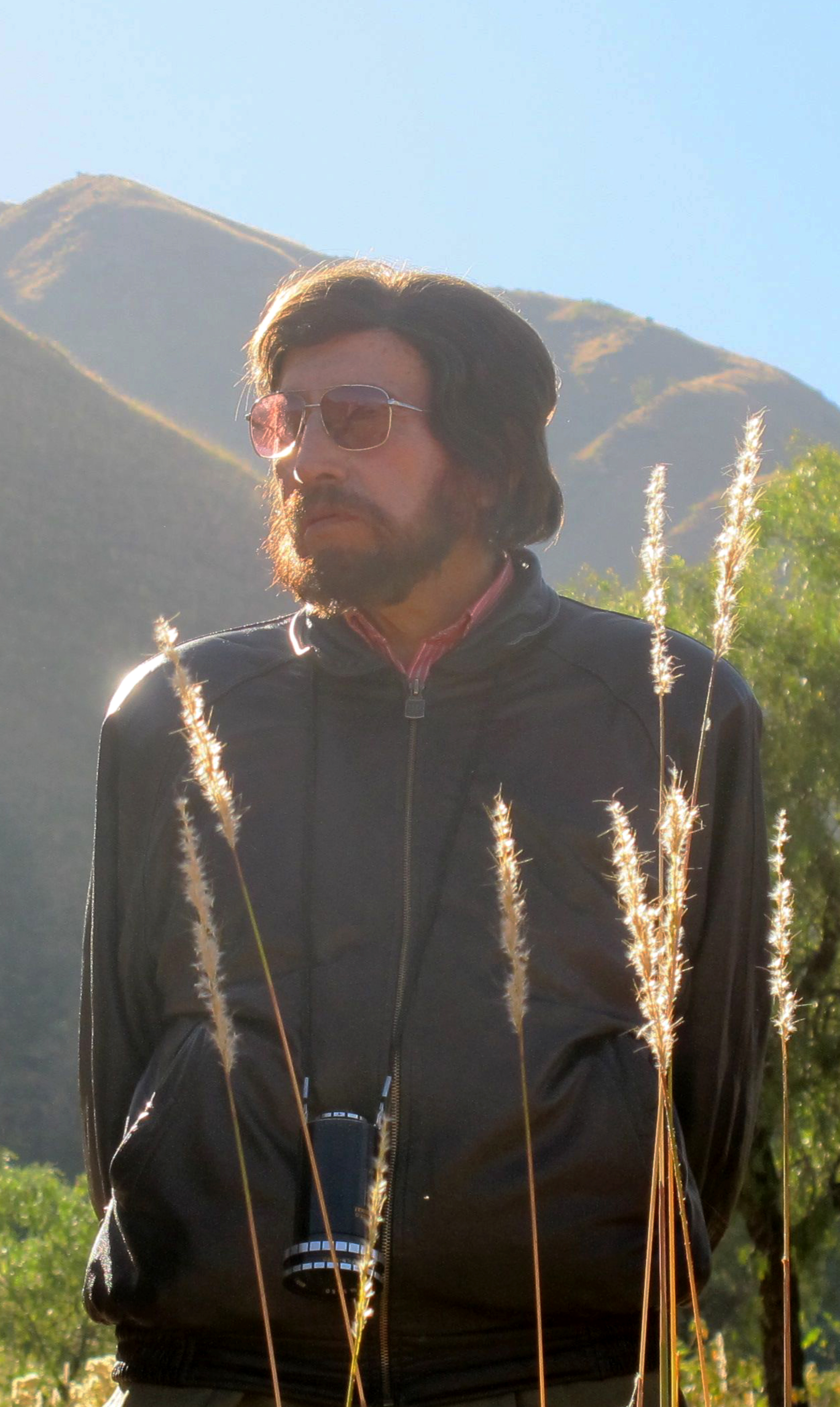
Director de la Película Ukamau

En Ukamau³ se cuenta la historia de dos hombres: el amerindio Andrés Mayta y el mestizo Rosendo Ramos con la lucha del primero por vengarse de la violación de su esposa Sabina.
En un inicio nos muestra a Mayta en la Isla del Sol en el lago Titicaca, con un paisaje idílico que muestra la integración hombre-naturaleza. Este escenario da paso al conflicto con el mestizo Ramos, frecuentador de misas pero adicto al alcohol.
Todo este clima está permeado por la tensión psicológica representada por el temor que representa el sonido de la quena para Ramos.
Al final, llega el desenlace inevitable. Esta película es también un experimento de las bases teóricas de Sanjinés, es decir un cine nacionalista y que intenta tener una perspectiva más cercana al modo de pensar del amerindio.